# Dichotomius opacipennis
Dichotomius opacipennis är en skalbaggsart som beskrevs av Luederwaldt 1931. Dichotomius opacipennis ingår i släktet Dichotomius och familjen bladhorningar. Utöver nominatformen finns också underarten D. o. fornicatus.